# Prionostemma soaresi
Prionostemma soaresi is een hooiwagen uit de familie Sclerosomatidae.